# Standovár Ágota
Standovár Ágota (Pécs, 1961. április 17.) költő, prózaíró, szerkesztő, kulturális rendezvényszervező, a Veranda Művészeti Csoport alapító tagja.
A Holdkatlan Szépirodalmi és Művészeti Folyóirat felelős szerkesztője.
A dokk.hu független irodalmi kikötő, valamint a Tárcán Kínálom blog szerkesztője. A 2012-es indulástól 2014 áprilisáig a Folyó Kortárs Irodalmi Folyóirat felelős szerkesztője. A Veranda Művészeti Csoport titkára.
2006-ban, autóbalesete után, Jónás Tamás internetes irodalmi műhelyében, a dokk.hu-n kezdett el írni. Eleinte a haiku kötött formáját használta „pillanatfelvételeihez”. 2006-ban megnyerte a Japánkert pályázatot. 2007-ben Kavicsok című verse a legjobb száz kortárs magyar vers közt utcai plakátra került a pécsi VersMegálló pályázaton.
Irodalmi folyóiratokban és művészeti portálokon publikál.